# П'єрмон (Нью-Гемпшир)
П'єрмон (англ. Piermont) — місто (англ. town) в США, в окрузі Ґрафтон штату Нью-Гемпшир. Населення — 769 осіб (2020).

## Демографія
Згідно з переписом 2010 року, у місті мешкало 790 осіб у 334 домогосподарствах у складі 228 родин. Було 474 помешкання
Расовий склад населення:
| - 97,2 % — білих - 0,9 % — азіатів - 0,4 % — корінних американців - 0,1 % — чорних або афроамериканців |

До двох чи більше рас належало 1,4 %. Частка іспаномовних становила 0,8 % від усіх жителів.
За віковим діапазоном населення розподілялося таким чином: 19,0 % — особи молодші 18 років, 64,2 % — особи у віці 18—64 років, 16,8 % — особи у віці 65 років та старші. Медіана віку мешканця становила 46,8 року. На 100 осіб жіночої статі у місті припадало 97,5 чоловіків;  на 100 жінок у віці від 18 років та старших — 91,6 чоловіків також старших 18 років.
Середній дохід на одне домашнє господарство  становив 94 261 долар США (медіана — 69 479), а середній дохід на одну сім'ю — 110 211 долар (медіана — 76 563). Медіана доходів становила 41 635 доларів для чоловіків та 40 074 долари для жінок. За межею бідності перебувало 3,8 % осіб, у тому числі 3,4 % дітей у віці до 18 років та 2,6 % осіб у віці 65 років та старших.
Цивільне працевлаштоване населення становило 501 особа. Основні галузі зайнятості: освіта, охорона здоров'я та соціальна допомога — 35,5 %, науковці, спеціалісти, менеджери — 12,2 %, сільське господарство, лісництво, риболовля — 9,2 %, роздрібна торгівля — 8,2 %.